# Tølt
Tølt er en firtaktet gangart, hvor hesten skiftevis har et og to ben til jorden. Resultatet er en meget jævn og behagelig gangart for rytteren. Tølt kan være langsom som skridt og hurtig som trav. Tølt er en hurtig form af skridt, og det er ikke alle islandske heste der har gangarteren. Gangarten er uegnet til kørsel.
Hvis hesten er femgænger, kan tølten være blandet med pas.
Tølt kendes hos den islandske hest og er forekommende hos den færøske hest.